# 陸奧湊站

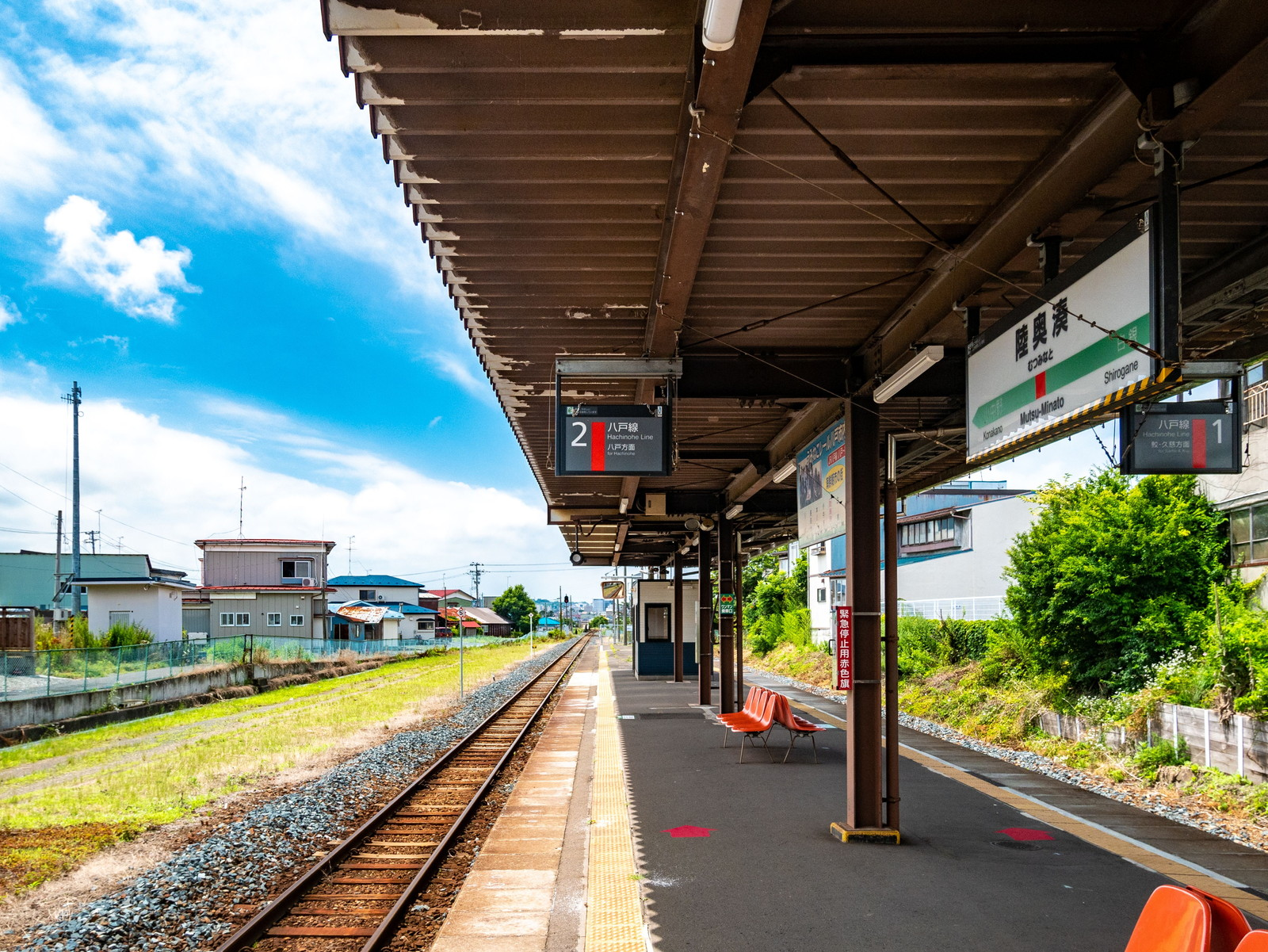
月台（2020年7月）

陸奧湊站（日语：／ Mutsu-Minato eki */?）是位於青森縣八戶市大字白銀町字久保44番1號，東日本旅客鐵道（JR東日本）的八戶線車站。

## 歷史
曾經車站南邊設有八戶水泥八戶工場（舊・住友水泥八戶工場）的專用線。此站為東北地方的水泥發送據點。
- 1926年（大正15年）7月11日：鐵道省車站啟用[1]。
- 1928年（昭和3年）6月15日：開始貨物起卸業務。磐城水泥（後來為住友水泥）的專用線開通。
- 1971年（昭和46年）10月1日：除了專用線到發的貨物外，終止其他貨物起卸業務。
- 1985年（昭和60年）3月14日：結束行李起卸業務。
- 1986年（昭和61年）11月1日：結束車載貨物起卸業務。八戶水泥專用線廢止。
- 1987年（昭和62年）4月1日：伴隨國鐵分割民營化，車站由東日本旅客鐵道（JR東日本）營運[2]。
- 2005年（平成17年）12月10日：隨著八戶線CTC化，廢除陸奧湊站長和助理。此站由本八戶站長管理。
- 2006年（平成18年）
  - 3月：成為業務委託車站。
  - 8月31日：由NRE陸奧國（日语：エヌアールイーみちのく）營業之「繡球亭」結業。
- 2015年（平成27年）12月1日：隨著本八戶站成為業務委託車站，廢除本八戶站站長、助理，此站由八戶站長管理。
- 2021年（令和3年）
  - 3月12日：當日起綠色窗口結業（預定）[3]。
  - 3月13日：當日起成為整日無人車站（預定）[3]。

## 車站構造
此站是地面車站，設有1面2線的島式月台。此站設有跨站式站房。
此站是由八戶站管理的業務委託車站，委托了JR東日本東北綜合服務負責車站業務，早上和晚間沒有職員當值。此站設有售票事務室、綠色窗口（營業時間：平日早上6時50分至下午4時20分，假日早上9時10分至下午4時20分）、1台輕觸式自動售票機、候車處和廁所。若需要使用車站紀念章，需要在櫃臺向職員提出。另外，Kiosk不是在大樓內，而是在車站北出口前。

### 月台
| 月台 | 路線    | 上下行 | 方向                   |
| ---- | ------- | ------ | ---------------------- |
| 1    | ■八戶線 | 下行   | 鮫、種差海岸、久慈方向 |
| 2    | ■八戶線 | 上行   | 本八戶、八戶方向       |

參考

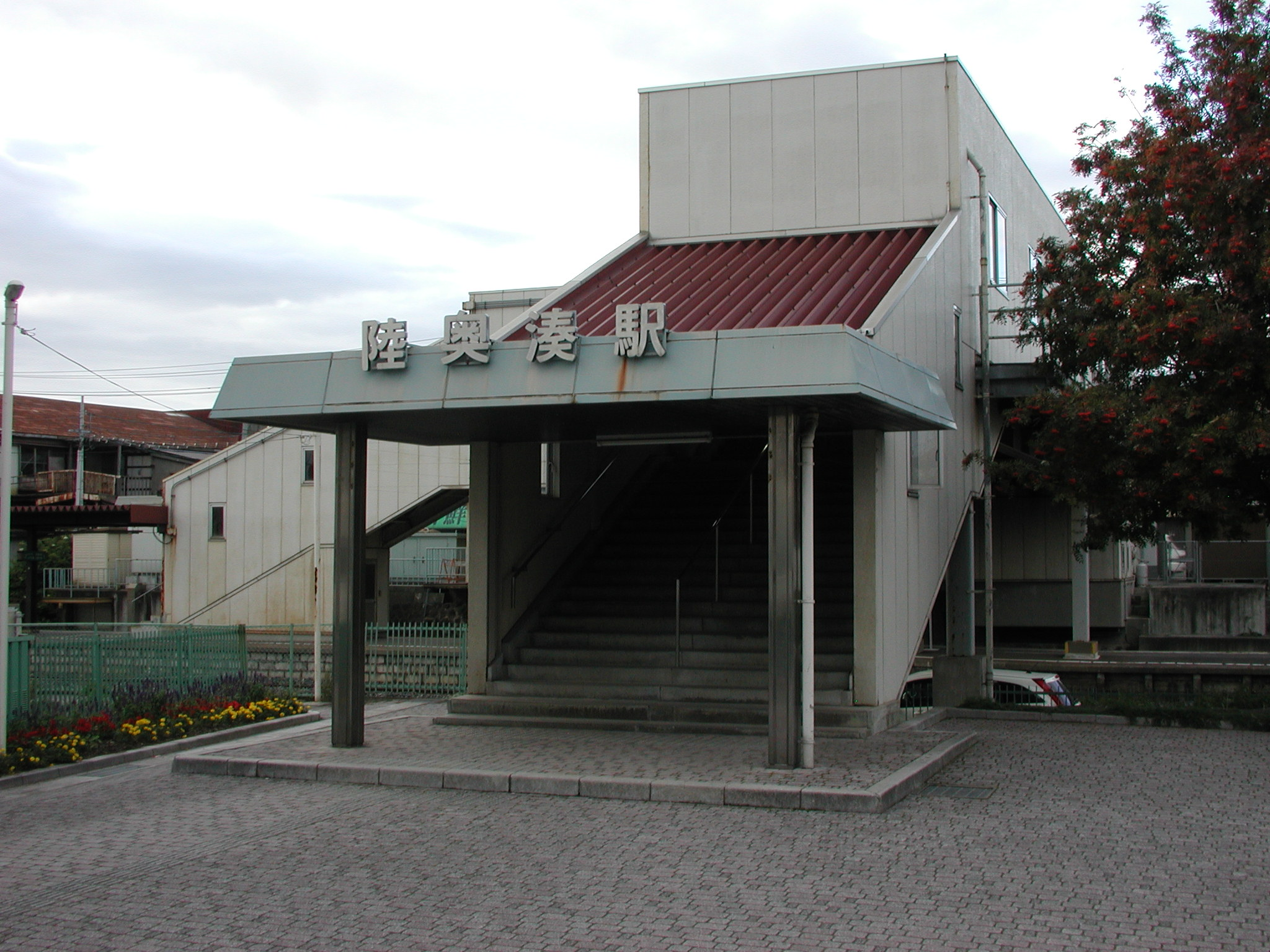
南出口（2007年10月）
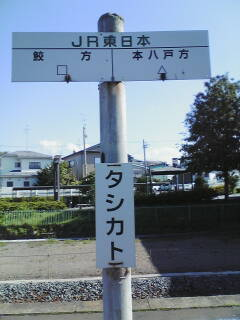
電氣路籤指示牌（現已撤走）
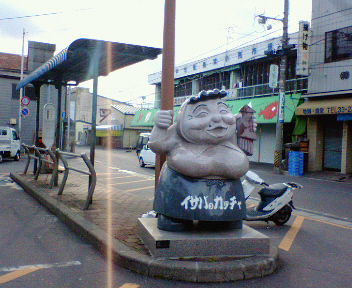
北出口的石像

## 使用狀況
根據「JR東日本」，2019年度（令和元年度）1日平均乘車人次為126人。
| 乘車人次變化       | 乘車人次變化     | 乘車人次變化    |
| 年度               | 1日平均 乘車人次 | 參考資料        |
| ------------------ | ---------------- | --------------- |
| 2000年（平成12年） | 234              | [ 利用客数 2 ]  |
| 2001年（平成13年） | 228              | [ 利用客数 3 ]  |
| 2002年（平成14年） | 226              | [ 利用客数 4 ]  |
| 2003年（平成15年） | 220              | [ 利用客数 5 ]  |
| 2004年（平成16年） | 203              | [ 利用客数 6 ]  |
| 2005年（平成17年） | 207              | [ 利用客数 7 ]  |
| 2006年（平成18年） | 211              | [ 利用客数 8 ]  |
| 2007年（平成19年） | 210              | [ 利用客数 9 ]  |
| 2008年（平成20年） | 205              | [ 利用客数 10 ] |
| 2009年（平成21年） | 191              | [ 利用客数 11 ] |
| 2010年（平成22年） | 176              | [ 利用客数 12 ] |
| 2011年（平成23年） | 沒有發布         |                 |
| 2012年（平成24年） | 160              | [ 利用客数 13 ] |
| 2013年（平成25年） | 158              | [ 利用客数 14 ] |
| 2014年（平成26年） | 157              | [ 利用客数 15 ] |
| 2015年（平成27年） | 149              | [ 利用客数 16 ] |
| 2016年（平成28年） | 143              | [ 利用客数 17 ] |
| 2017年（平成29年） | 136              | [ 利用客数 18 ] |
| 2018年（平成30年） | 134              | [ 利用客数 19 ] |
| 2019年（令和元年） | 126              | [ 利用客数 1 ]  |

## 車站周邊

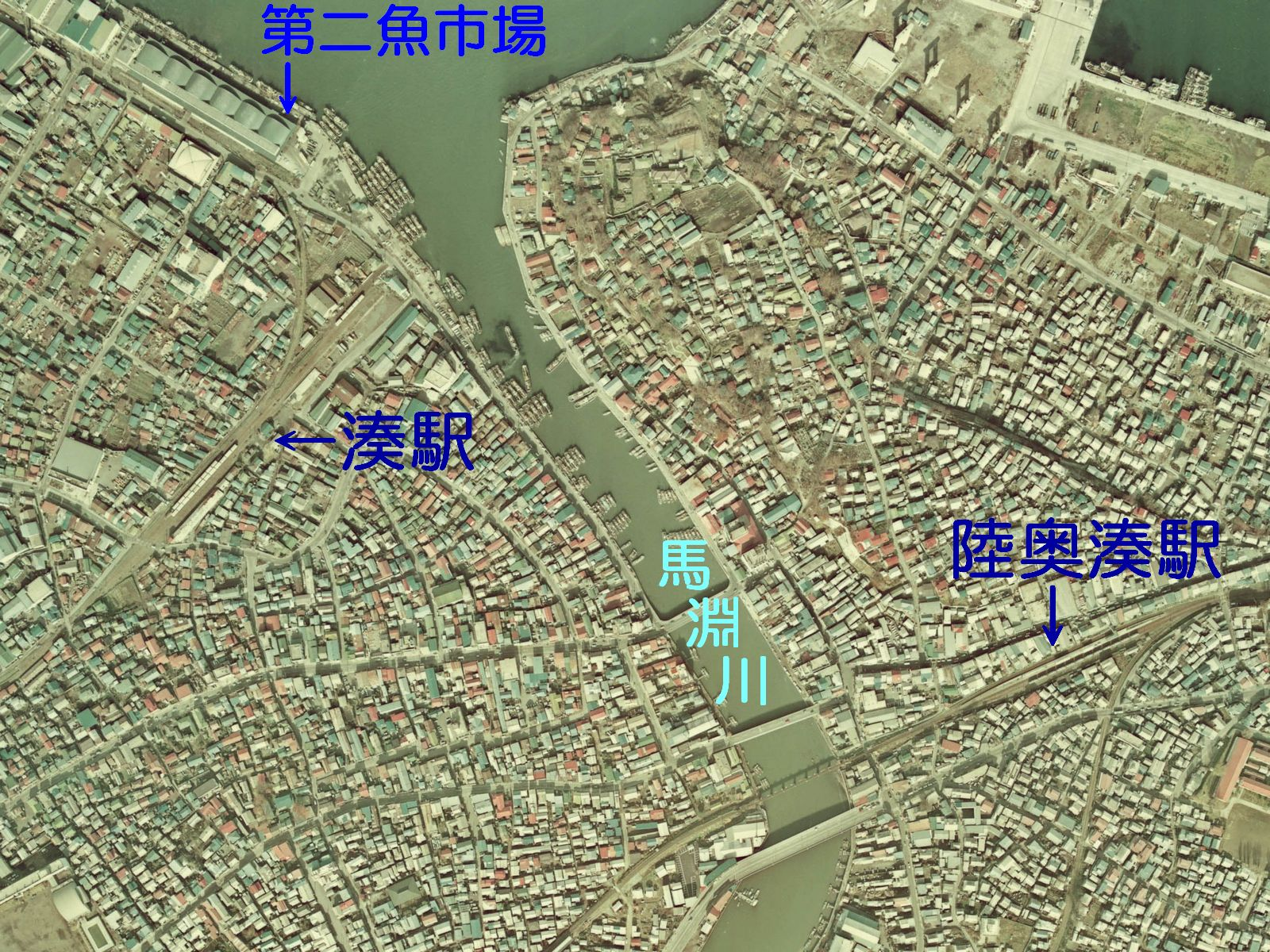
1975年此站鄰近的航空相片。

站前設有八戶市營魚菜小賣市場。除星期日外，每日早上至下午會有新鮮海鮮販賣。另外，車站北出口車站大樓前設有石像，在10月第一個星期日於站前設有「イサバのカッチャ比賽」（在2012年，於11月4日第一個星期日舉行）。在館鼻公園下的碼頭中，毎週星期日早上至下午之間設有國內最大規模的朝市。
- 八戸市營魚菜小賣市場
- 八戶警署（日语：八戸警察署）小中野派出所
- 八戶湊郵局
- 青森縣道1號八戶階上線（日语：青森県道1号八戸階上線）
- 八戶港（日语：八戸港）
- 館鼻公園
- 青森銀行本町分店
- 陸奧銀行柳町分店（曾經設有湊分店）
- 岩手銀行湊分店
- 青森信用金庫（日语：青い森信用金庫）陸奧湊分店（舊・八戶信金（日语：八戸信用金庫）店）

在1985年3月前，於新井田川處曾經設有湊站（貨運車站）。此站冠以「陸奧」，這是由於湊站先行啟用。

## 巴士路線
陸奧湊站前（車站北出口側）
- 八戶市營巴士（日语：八戸市営バス）
  - One Coin巴士·海貓號（日语：ワンコインバス・うみねこ号）（館鼻漁港前出發，前往中心街方向，毎年4月至11月之間，逢星期日早上時段提供服務）
  - 曾經設有白銀線巴士路線，前往中心街方向和鮫方向，後來該路線改經湊隧道。

上中道（車站南出口道路側）
- 八戶市營巴士
  - 上柳町方向
    - ■[F1] 前往大杉平營業所（日语：八戸市営バス大杉平営業所）
    - ■[F4] 前往上二家
      - （經小中野、下組町、中心街(朔日町)（日语：八戸中心街ターミナル）、新荒町）※部分班次以[C5] 中心街(朔日町)為終點站。

    - [1] 前往大杉平營業所
    - [4] 前往上二家
      - （經湊橋、檢診中心前、千葉高校（日语：千葉学園高等学校）通、圖書館（日语：八戸市立図書館）前）

    - □[C5] 前往中心街(三日町)（日语：八戸中心街ターミナル）（湊橋、檢診中心前、館花下、鍛冶町）
    - [30] 前往旭丘營業所（日语：八戸市営バス旭ヶ丘営業所）（經水泥（日语：八戸セメント）前、市民醫院（日语：八戸市立市民病院）、旭丘團地）
    - [35] 前往市民醫院（經小中野、大町二丁目、青葉二丁目、類家南團地）

  - 工大一高（日语：八戸工業大学第一高等学校）前方向
    - [3] 前往旭丘營業所（經光星高校前、東運動公園）
    - ■[M15] 前往金濱小學（經勞災醫院通、砂森、種差海岸通）※早上只有1班
    - ■[M12] 前往南高校（日语：青森県立八戸南高等学校）/[M20]、[20] 前往鮫（經勞災醫院通）
    - ■[M24] 前往岬台團地（經勞災醫院前、北高校（日语：青森県立八戸北高等学校）前）
    - ■[Y26] 前往金吹澤（經勞災醫院前、大久保通、平庭）
- 南部巴士（日语：南部バス）
  - 上柳町方向
    - [7] 前往Lapia（日语：八戸ラピア）、PiaDo（日语：ピアドゥ）（經小中野、榮町、稅務署前）

  - 工大一高前方向
    - [24] 前往岬台團地（經勞災醫院前、北高校前）

## 相鄰車站
東日本旅客鐵道（JR東日本）
■八戶線
小中野－陸奧湊－白銀

## 注腳

### 使用狀況
1. 1 2  . 東日本旅客鐵道.   [2020-07-16]. （原始内容存档于2020-07-10） （日语）.
2. ↑  . 東日本旅客鐵道.   [2018-03-05]. （原始内容存档于2018-02-13） （日语）.
3. ↑  . 東日本旅客鐵道.   [2018-03-05]. （原始内容存档于2019-04-02） （日语）.
4. ↑  . 東日本旅客鐵道.   [2018-03-05]. （原始内容存档于2019-04-02） （日语）.
5. ↑  . 東日本旅客鐵道.   [2018-03-05]. （原始内容存档于2019-04-02） （日语）.
6. ↑  . 東日本旅客鐵道.   [2018-03-05]. （原始内容存档于2019-04-02） （日语）.
7. ↑  . 東日本旅客鐵道.   [2018-03-05]. （原始内容存档于2017-08-08） （日语）.
8. ↑  . 東日本旅客鐵道.   [2018-03-05]. （原始内容存档于2019-03-27） （日语）.
9. ↑  . 東日本旅客鐵道.   [2018-03-05]. （原始内容存档于2017-08-08） （日语）.
10. ↑  . 東日本旅客鐵道.   [2018-03-05]. （原始内容存档于2019-04-02） （日语）.
11. ↑  . 東日本旅客鐵道.   [2018-03-05]. （原始内容存档于2019-04-02） （日语）.
12. ↑  . 東日本旅客鐵道.   [2018-03-05]. （原始内容存档于2016-03-27） （日语）.
13. ↑  . 東日本旅客鐵道.   [2018-03-05]. （原始内容存档于2019-04-02） （日语）.
14. ↑  . 東日本旅客鐵道.   [2018-03-05]. （原始内容存档于2016-03-04） （日语）.
15. ↑  . 東日本旅客鐵道.   [2018-03-05]. （原始内容存档于2019-03-06） （日语）.
16. ↑  . 東日本旅客鐵道.   [2018-03-05]. （原始内容存档于2019-03-23） （日语）.
17. ↑  . 東日本旅客鐵道.   [2018-07-07]. （原始内容存档于2019-02-14） （日语）.
18. ↑  . 東日本旅客鐵道.   [2019-07-06]. （原始内容存档于2019-03-25） （日语）.
19. ↑  . 東日本旅客鐵道.   [2019-07-06]. （原始内容存档于2019-07-05） （日语）.

## 外部連結
- 車站資訊（陸奧湊）：東日本旅客鐵道（日語）